# Torynorrhina apicalis
Torynorrhina apicalis är en skalbaggsart som beskrevs av John Obadiah Westwood 1842. Torynorrhina apicalis ingår i släktet Torynorrhina och familjen Cetoniidae. Inga underarter finns listade i Catalogue of Life.